# Дьо Севър
Дьо Севър (на френски: Deux-Sèvres, „Два Севъра“) е департамент в регион Аквитания-Лимузен-Поату-Шарант, западна Франция. Образуван е през 1790 година от централните части на дотогавашната провинция Поату и малки части от Ангумоа и Анжу и получава името си от реките Севър нантез и Севър ниортез. Площта му е 5999 km², а населението – 366 339 души (2009). Административен център е град Ниор.